# Prathamanuyoga
Le Prathamanuyoga est un des livres sacrés du jaïnisme pour la branche digambara. Il fait partie d'un ensemble de quatre recueils compilés sous le nom de: Anuyoga Sutras ou textes anuyoga qui sont une exposition des valeurs du jaïnisme. Prathamanuyoga signifie: exposés primaires. Composés entre le VIIe et le IXe siècle, ces écrits décrivent la vie des Tirthankaras: les Maîtres éveillés, ainsi que des faits historiques.